# Swartz-Nunatakker
Die Swartz-Nunatakker sind zwei markante und bis zu 1565 m hohe Nunatakker im ostantarktischen Viktorialand. Sie durchstoßen die sie umgebenen Eismassen auf halbem Weg zwischen der nördlichen Worcester Range und dem Tate Peak.
Das Advisory Committee on Antarctic Names benannte sie 1964 nach Leutnant Philip K. Swartz Jr. von der United States Navy, Leiter der Amundsen-Scott-Südpolstation im Jahr 1961.